# Marion Albers
Marion Albers (* 1961) ist eine deutsche Rechtswissenschaftlerin. Sie ist Professorin und Inhaberin des Lehrstuhls für Öffentliches Recht, Informations- und Kommunikationsrecht, Gesundheitsrecht und Rechtstheorie an der Universität Hamburg.

## Leben
Marion Albers absolvierte von 1981 bis 1990 ein Studium der Rechtswissenschaft, Soziologie, Politologie und Ökonomie an der Freien Universität Berlin und an der Universität Bielefeld, 1993 wurde sie an der Universität Bielefeld promoviert. Im Jahr 2002 erfolgte die Habilitation an der Humboldt-Universität zu Berlin. Sie ist Professorin für Öffentliches Recht, Informations- und Kommunikationsrecht, Gesundheitsrecht und Rechtstheorie an der Universität Hamburg (seit 2009) sowie Geschäftsführende Direktorin des Hamburg Center for Bio-Governance (seit 2013). Seit November 2018 ist sie Mitglied im Rat für Informationsinfrastrukturen.

## Publikationen (Auswahl)
- Patientenverfügung. Nomos Verlag 2008, ISBN 3-8329-3954-7
- Risikoregulierung im Bio-, Gesundheits- und Medizinrecht. Nomos Verlag 2011, ISBN 3-8329-6927-6